# جماعت واژگان
جماعت واژگان (به انگلیسی: Words Crowd) یک گروه ایرانی موسیقی الکترونیک/تجربی است که پاییز ۱۳۹۰ در تهران با آلبوم کوتاه تعطیلات پاستیلی کارش را آغاز کرده‌است.
عبارت جماعت واژگان اشاره‌ای است به شیوهٔ کار این گروه که بیشتر براساس کلاژ صدا است. کلاژ صدا نیز همانند کلاژ تصویر می‌تواند از اجزایی ساخته شده‌ باشد که به صورت انفرادی معنایی کاملاً مستقل و حتا نامربوط به تصویر کلی اثر داشته باشند. در موسیقی جماعت واژگان شاهد همین استفاده از صداهایی هستیم که در زندگی مردم ایران از عناصر روزمره هستند؛ مانند گزارش هواشناسی، گفت‌و گوهای رادیویی، اخبار و همینطور موسیقی پاپ ایرانی، ترانه‌های قدیمی و رپ فارسی.

## آلبوم‌ها
- تعطیلات پاستیلی (۱۳۹۰)
- مخلوق خانه‌ساز (۱۳۹۰)
- شکوفه‌ی ستارگان، تیله‌ی آبی (۱۳۹۱)